# Hexameroceras
 (mars 2024).
Genre
Hexameroceras est un genre fossile de céphalopodes nautiloïdes de la famille des Hemiphragmoceratidae (ordre des Oncocerida) qui vivaient au Silurien moyen et supérieur. Ses fossiles ont été découverts en Amérique du Nord, dans l'Indiana, à New York, dans l'Ohio et au Wisconsin, ainsi qu'en Europe, en République tchèque.
Hexameroceras est similaire à Tetrameroceras mais possède trois paires de sinus dorsolatéraux (échancrures latérales dans l'ouverture) et une projection médio-dorsale étroite ou saillante. La coquille, comme pour la famille, est bréviconique, c'est-à-dire courte, courbée vers l'apex, droite vers l'ouverture. Le siphoncle est ventral, nummuloïdal et contient des dépôts d'actinosiphonate radiaux vers l'intérieur.

## Liste des espèces
Selon Paleobiology Database (23 mars 2024), aucune espèce n'est désormais rattachée à ce genre.

## Classification
Le nom valide complet (avec auteur) de ce taxon est Hexameroceras Hyatt, 1884,.
Hexameroceras a pour synonyme :
- Hexamoceras Miller, 1892

## Publication originale
- (en) A. Hyatt, « Genera of Fossil Cephalopods », Proceedings of the Boston Society of Natural History, vol. 22,‎ 1884, p. 253-338 (ISSN 0270-2444, lire en ligne).